# Il giornalino della Domenica
Il giornalino della Domenica fu un settimanale per ragazzi fondato nel 1906 da Luigi Bertelli, alias Vamba, il quale introdusse un nuovo concetto di periodico per l'infanzia finalizzato a rispondere prima alle esigenze dei lettori che a quelle degli adulti. È considerato il "prototipo della rivista per ragazzi in Italia".

## Storia editoriale
Fondato nel 1906 a Firenze da Vamba, pseudonimo del giornalista Luigi Bertelli, adottava uno stile avanguardista con intenti patriottici e irredentisti. La pubblicazione era inizialmente settimanale e il suo prezzo di copertina di 25 centesimi lo rendeva nettamente più caro del rivale Corriere dei Piccoli, che esordì due anni dopo. Era rivolto ai bambini della classe media urbana Non aveva lo scopo di insegnare a leggere o scrivere ma a riconoscere le proprie fantasie e desideri attraverso storie, poemi e saggi. Il successo arrise presto alla rivista divenendo nota anche all'estero. Conteneva rubriche, racconti e vignette con didascalie e, raramente, qualche nuvoletta; vennero allegati anche inserti con romanzi di Salgari a puntate.
Tra i redattori vi furono molti tra i più importanti scrittori italiani dell'epoca ed esponenti di primo piano delle arti grafiche. Le lettere e altri contributi venivano dagli stessi piccoli lettori; tra coloro che rispondevano vi furono le figlie di Italo Svevo e Benito Mussolini. Oltre allo stesso Vamba vi scrissero autori come Edmondo De Amicis, Luigi Capuana, Grazia Deledda, Ada Negri, Emilio Salgari, Antonio Beltramelli, Luisa Macina Gervasio (che però usava lo pseudonimo Luigi di San Giusto). Le illustrazioni erano eseguite da noti disegnatori dell'epoca come Antonio Rubino, Giuseppe Biasi, Mario Mossa De Murtas, Filiberto Scarpelli, Ugo Finozzi, Umberto Brunelleschi, Marcello Dudovich, Sergio Tofano e Riccardo Magni.
Venne edita per circa venti anni inizialmente da R. Bemporad e Figlio e poi da Alfieri & Lacroix, da Vamba stesso con la Società Editrice “Vamba”, poi dalle Edizioni “Bottega di Poesia” e infine dalla Mondadori fino alla chiusurra nel 1927. A causa di un forte passivo nel 1911 venne temporaneamente chiuso e rilevato dall'editore Emilio Somigli che ne riprese la pubblicazione a Roma dal 22 dicembre 1918 fino al 1920, anno della morte di Vamba; nel 1921 ne venne ripresa la pubblicazione a Milano dagli editori Alfieri & Lacroix con la direzione di Giuseppe Fanciulli. Seguirono altri cambi di editore fino a quando non venne acquisito dalla Mondadori che ne riprese la pubblicazione come quindicinale con la direzione di Filippo Piazzi e con copertine di Bruno Angoletta. Nel 1925 confluì nel Giornalino della Domenica, comparendovi come inserto autonomo, la rivista Giro Giro Tondo, fondata nel 1921 da Antonio Beltramelli. Nel 1926 la testata divenne Giornalino della Domenica per Ragazzi ma ebbe vita breve chiudendo definitivamente nel 1927.